# Зидлихес Анхалт
Зидлихес Анхалт (њем. Südliches Anhalt) град је у њемачкој савезној држави Саксонија-Анхалт. Једно је од 10 општинских средишта округа Анхалт-Битерфелд. Према процјени из 2010. у граду је живјело 10.546 становника. Посједује регионалну шифру (AGS) 15082377.

## Географски и демографски подаци
Зидлихес Анхалт се налази у савезној држави Саксонија-Анхалт у округу Анхалт-Битерфелд. Град се налази на надморској висини од 80 метара. Површина општине износи 151,3 km². У самом граду је, према процјени из 2010. године, живјело 10.546 становника. Просјечна густина становништва износи 70 становника/km².